# ČD 680 sorozat
A ČD 680 sorozat egy cseh nagysebességű villamos motorvonat. 2003 és 2005 között gyártotta az Alstom. A szerelvény, akárcsak a többi Pendolino szerelvény, képes bedőlni az ívekben, ezáltal az ívekben gyorsabban képes haladni, mint a hagyományos vonatok. A ČD 680 nagyrészt a 9 részes ETR 470-en alapul. 2004. november 18-án Břeclav és Brno között az egyik Pendolino 237 km/h sebességet ért el, ezzel egy új cseh vasúti gyorsasági rekordot állított fel. A szerelvények egyaránt alkalmasak 25 kV 50 Hz AC, 15 kV 16⅔ Hz AC és 3000 V DC felsővezetékrendszer alatti üzemre.

## Története
A Bécs-Brno-Prága-Berlin vonal nemzetközi kihasználtsága a rendszerváltás után megnövekedett. Szükségessé vált az utasszállítás sebességének a növelése, mely problémákat vetett fel az eltérő villamosvontatási rendszer, illetve vonatbefolyásoló rendszer tekintetében. Mozdonycserére van szükség: Břeclav-ban és Prágában, ami feleslegesen növeli a menetidőket. Már 1995-ben meghirdették a közbeszerzést 10 db Integral nevű, hét kocsiból álló, billenőszekrényes motorvonatokra. A nyertes a ČKD Praha, MSV Studénka, Fiat Ferroviaria és Siemens AG cégekből álló konzorcium lett. Az első szerelvényeknek már 2000-ben üzembe kellett volna állniuk, azonban a ČKD csődöt jelentett és az MSV Studénka is anyagi gondokkal küszködött. Ezután az egész megrendelés teljes egészében a Fiat Ferroviaria, később Alstom Ferroviaria nyakába szakadt, ami megvalósítás 2004-re történő eltolódását, a tervekkel szembeni jelentős drágulást, valamint csak 7 db szerelvény legyártását eredményezte. Az első szerelvény 2003-ban készült el Olaszországban és 2003. június 19-re szállították le Prágába, a második 2004-ben érkezett meg. A szerelvényeket 2004-ben több tesztnek is alávetették. Legelőször a Cerhenice-i körgyűrűn majd a Prága - Kolín - Brno (itt elértek vele 237 km/h csehországi sebességrekordot) illetve a Prága - Děčín (Tetschen-Bodenbach) vonalon.
A tesztek java részét az említett észak-csehországi vonalakon végezték, amik 3 kV-os egyenáramú rendszerrel vannak villamosítva, így elég későn vették észre, hogy váltóáramú üzemben (25 kV 50 Hz) a vontatómotorok zavarják a vonali jelzőrendszert (LS 75 Hz). Az említett hibát folyamatosan próbálták javítani, nem túl nagy sikerrel, ezért kockázatos megoldást javasoltak: lazítani kellett a forgalmi előírásokon. Ezt azonnal ellenezni kezdte a Vasúti Kutatási Intézet (VÚŽ), amit kemény politikai huzavona és tisztogatás követett. Végül is a Pályahivatal (Csehországban ez adja ki az engedélyt az egyes szerelvények üzemeltetésére) engedett a nyomásnak és kiadta az engedélyt. Később hibásnak bizonyult a vonatfűtés és a légkondicionálás is. Módosítani kellett az ablaktörlőket is, mert azok alaphelyzetben zavarták a szabad kilátást a vezetőfülkéből. A vonat szoftverével is gondok adódtak. Nemegyszer megtörtént, hogy a vonat nem tudott elindulni miután megállt az állomáson. Hasonló problémák jelentkeztek a finn VR Sm3 sorozatú szerelvényeknél is.
Egy-egy szerelvény értéke 700 millió cseh korona. A Pendolino 230 kilométeres óránkénti sebességgel mehet, de tekintettel a csehországi pályák kiépítettségére, a maximális sebessége Csehországban 160 km/h.
Eleinte 2004-ben egy vonatot (Prága és Děčín között gyorsvonatként alkalmaztak, majd egy évvel később 2005-ben beindították a Prága-Breclav és Prága-Ostrava járatokat, majd 2006-ban a Prága-Pozsony SuperCity és a Prága-Bécs EuroCity járatokat az időközben leszállított új vonatokkal. Az eredeti tervek szerinti közlekedtetésük (Bécs - Prága - Berlin) végül sajnos nem valósult meg, a német (DB) engedély hiánya miatt. A ČD már nem is számol azzal, hogy a DB engedélyét megkapja, ugyanis nemrég jelentették be, hogy Railjet szerelvényeket fognak vásárolni, amiket az osztrákoktól bérelt Taurus mozdonyokkal fognak vontatni. A 2013-as menetrend szerint (bár az osztrák vasutakra megvan az engedélye) nem közlekednek már Bécsbe, Pozsonyba és Brünnbe sem. Ezen a szakaszon ugyanis nem volt az ülőkapacitás elegendően kihasználva. A szerelvény üzemeltetése [mikor?] veszteséges, még teljes helyfoglaltság mellett is. A veszteségeket egyrészt a magas karbantartási költségek, valamint a beszerzéshez felvett hitel drága törlesztőrészletei okozzák.
A vonat összeállítása: 681 + 081 + 683 + 084 + 684 + 082 + 682. A hatszázas sorozatszámú járművek hajtással rendelkeznek.
Egy futóművön csak egy hajtott tengely van, amit a hosszanti irányban felfüggesztett vontatómotor kardántengellyel hajt.

## Galéria

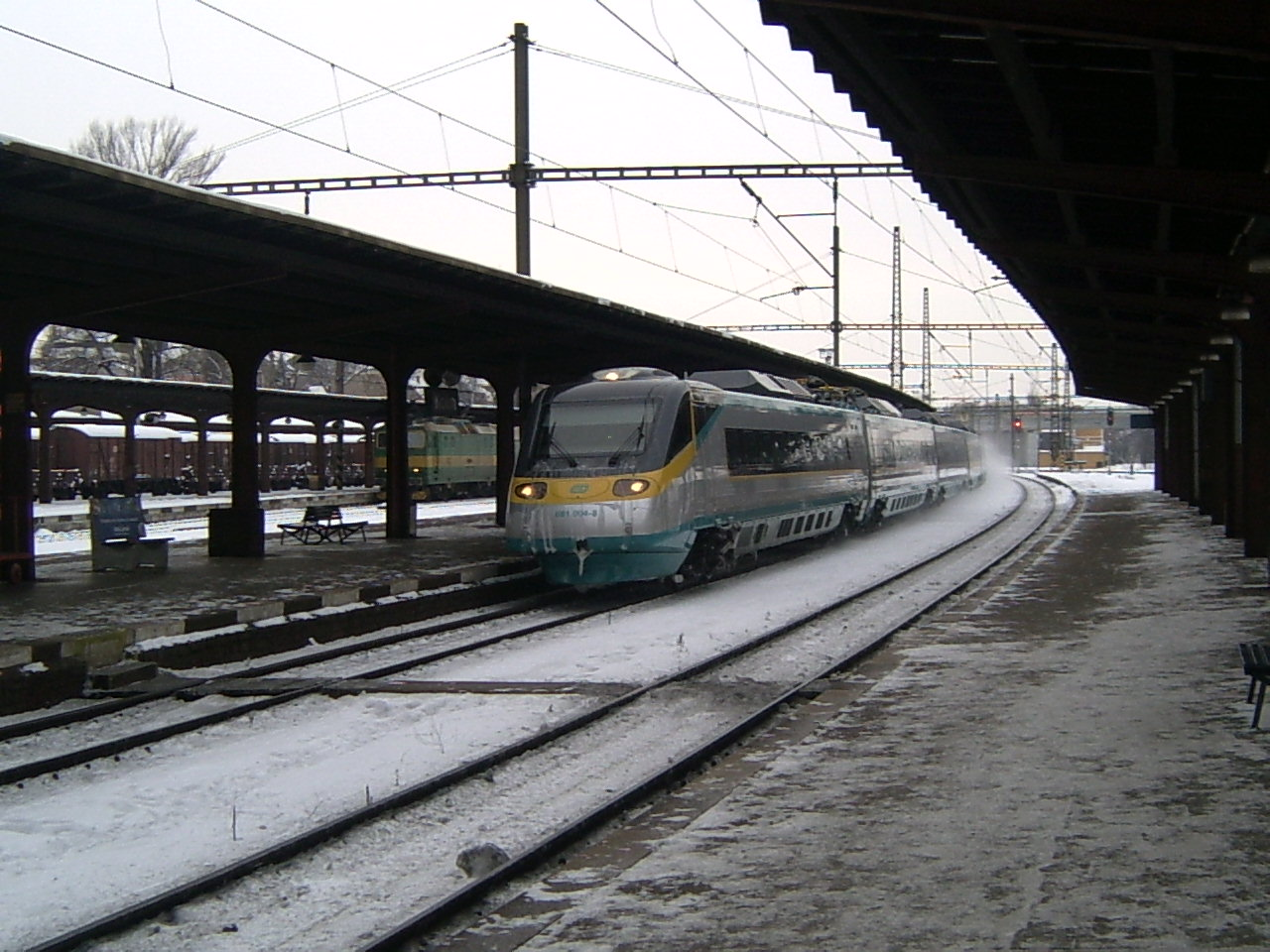
Egy CD SuperCity-vonat áthalad Kolín-on (2005)
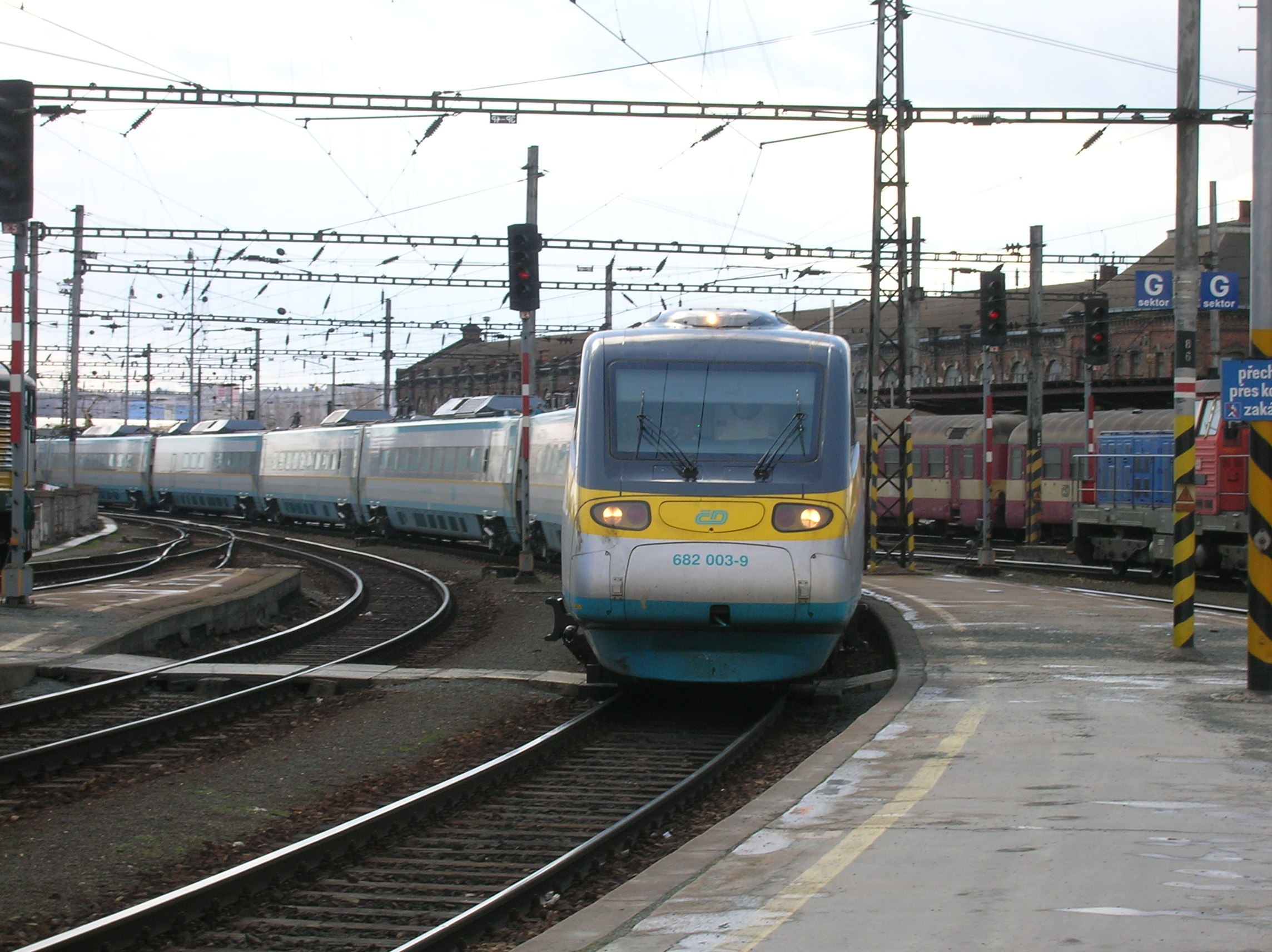
Egy CD Pendolino Brno főpályaudvarán (2007)
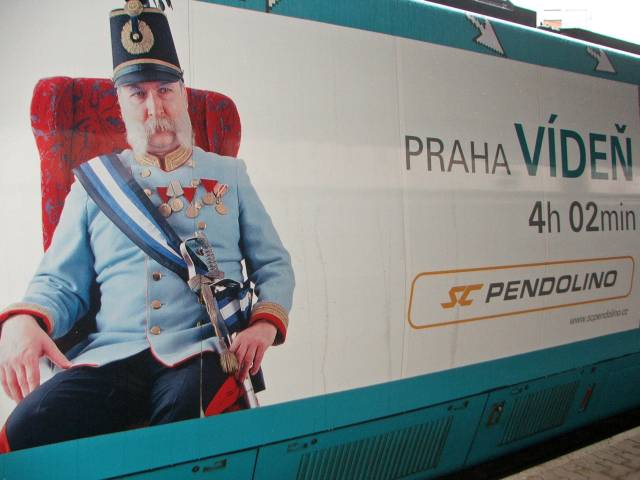
A vonat oldalán levő reklám ami a gyors Prága és Bécs közötti eljutást mutatja. (Bécs 2007)